# 로프트 (건축)

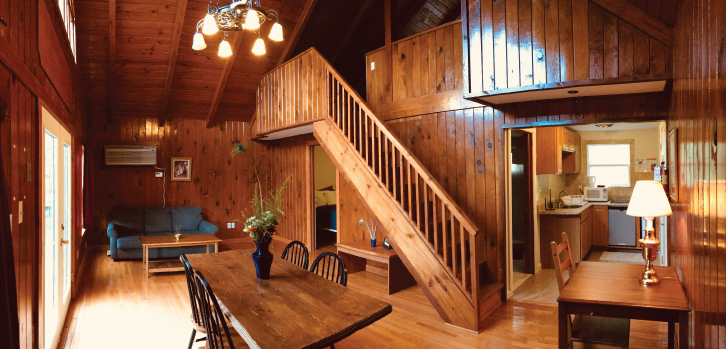
미국 스타일의 로프트

로프트(loft)는 지붕 바로 아래 방에 있는 건물의 위층 (건물) 또는 높은 공간(미국식 사용) 또는 다락방이다. 일반적으로 사다리로 접근할 수 있는 지붕 아래의 저장 공간(주로 영국식 사용)이다. 로프트 아파트는 적응 가능한 넓은 개방형 공간을 말하며, 종종 경공업 용도에서 주거용으로(변환된 로프트) 변환된다. 혼란을 가중시키면서 일부 개조된 로프트 자체에는 상부 개방형 로프트 영역이 포함되어 있다.

## 같이 보기
- 메자닌